# Aufbruch (Roman)
Aufbruch ist der dritte Roman der deutschen Lyrikerin und Schriftstellerin Ulla Hahn. Er erschien 2009 als zweiter Teil ihrer zunächst als Trilogie konzipierten, stark autobiographisch gefärbten Romanreihe, deren erster Teil Das verborgene Wort (2001) bereits Ende 2010 eine Auflage von über einer halben Million Exemplaren erreicht hatte.
Heldin der Trilogie ist Hildegard Palm (Hilla), ein einfaches Arbeiterkind, das in einem Dorf am Rhein nördlich von Köln aufwächst. Während Das verborgene Wort vor allem Hillas Kindheit und Realschulzeit beschreibt, umspannt Aufbruch ihre Zeit am Gymnasium bis hin zum Beginn ihres Germanistikstudiums. Der Roman gewährt „einen anrührenden Blick in die Seele einer mutigen und doch so verletzlichen Heranwachsenden – und zeichnet sprachübermütig und mit großem epischem Temperament ein detailreiches Sittengemälde von den bundesrepublikanischen Mittsechzigern.“ Der menschliche Reifungsprozess wird als quälende Initiation mit vielen Rückschlägen beschrieben. „Mich beschäftigt der lange Weg, den wir alle gehen müssen, ehe wir zu einer wirklich erwachsenen selbständigen Person werden“, erklärt die Autorin. Schmerzlich sei auch das Abtauchen in die eigene Vergangenheit gewesen, aus der sie für diesen Roman geschöpft habe. Der dritte Teil der Trilogie (Spiel der Zeit) setzt damit ein, dass Hilla ihr Elternhaus verlässt, in ein Studentenwohnheim nach Köln umzieht und sich zum ersten Mal in ihrem Leben glücklich verlieben wird.

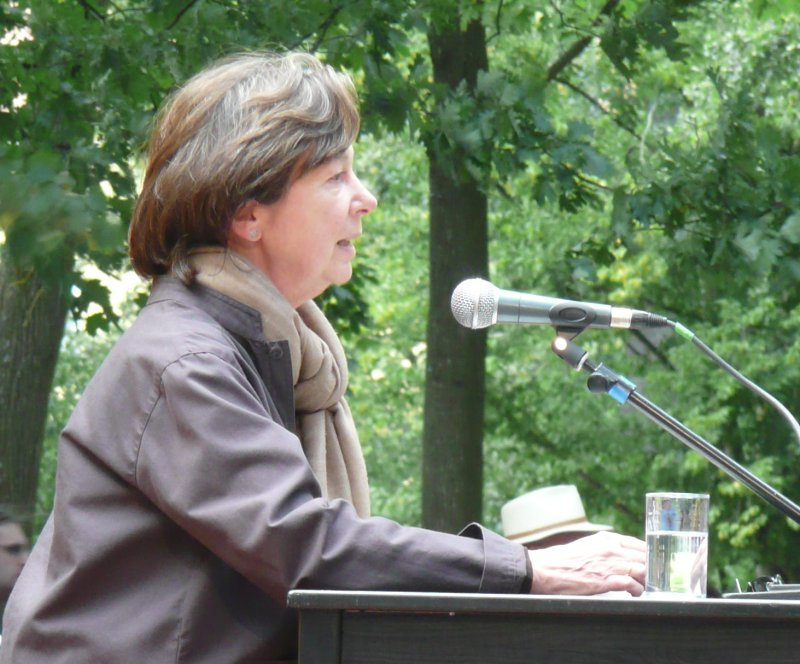
Ulla Hahn, 2009

## Inhalt
Hillas Zukunft scheint vorgezeichnet: Kinder, Küche, Kirche. Doch sie träumt sich weg aus dem Dorf am Rhein. Nichts kann dem Kind kleiner Leute die Sehnsucht nach der Freiheit des Geistes austreiben. Unverhofft bietet sich ihr ein neues Leben: Abitur, Studium, ihre selbst gewählte Zukunft liegt vor ihr. Es ist der erste Tag nach den Weihnachtsferien im Januar 1963; das Lehrerkollegium des Aufbaugymnasiums hat beschlossen, die Siebzehnjährige noch ins laufende Schuljahr aufzunehmen. Mit diesem Tag beginnt für das wissbegierige „Kind eines Proleten“ endlich das lang ersehnte neue Leben, in dem die einfachen Wahrheiten der Eltern nicht mehr gelten, in dem das Buckeln beim Jobben in der Papierfabrik von der Freiheit der Worte abgelöst wird. Deutsch und Latein werden ihre Lieblingsfächer. Im Fach Mathematik allerdings versagt sie und kann nur mit Hilfe von Nachhilfeunterricht den gymnasialen Ansprüchen gerecht werden. Auch in Liebesdingen hat Hilla, wie schon in Das verborgene Wort, weniger Glück. Zwar lernt sie an der Seite des reichen Schokoladenfabrikantensohns und Geologiestudenten Godehard van Keuken vorübergehend die glitzernde Kontrastwelt des deutschen Wirtschaftswundermärchenlandes kennen, trinkt Champagner, probiert Kaviar, genießt Trüffel, geht in die Oper und sieht Wagners Lohengrin, muss jedoch letztlich erfahren, dass sie für Godehard nur Lückenbüßerin für seine früh an Leukämie gestorbene Verlobte ist. Sie soll sein wie eine andere, eine Kopie, die kein Eigenleben entwickeln darf – untragbar für das sich immer selbstbewusster emanzipierende Mädchen. Als Godehard nach einem Besuch bei Hillas Eltern deren Haus gedankenlos als „Loch“ bezeichnet, aus dem er „seine kleine Frau“ herausholen werde, weckt dies ihren Proletarier-Stolz. Hilla will sich nicht länger verbiegen lassen und trennt sich von Godehard.
Auch der Geschichtsunterricht ihres engagierten Lehrers Rebmann trägt zu ihrer weiteren Emanzipation bei. Als dieser die Klasse eines Tages auffordert, ihre Eltern über die Zeit des Nationalsozialismus zu befragen, um so Material für ihre Jahresarbeiten zu sammeln – eine Provokation, die ihm den Vorwurf des „Brunnenvergifters und Nestbeschmutzers“ einträgt –, stellt sich überraschenderweise heraus, dass Hillas Großmutter im „Dritten Reich“ einen von den Nazis misshandelten Juden bei sich versteckt hatte; eine riskante Heldentat, über die sie verschämtes Stillschweigen bewahrt und die Hillas Mutter ihr heute noch vorwirft: „Die hätte uns alle in den Tod schicken können.“ Selbst dieses einzigartige Beispiel von Mut und Mitgefühl konnte die Familie nicht von ihrem kleinbürgerlichen Duckmäusertum befreien.
Die Worte der Bücher, die zu lesen Hilla „in ihrem streng katholischen Elternhaus vormals verboten war, strömen nun mit ganzer Macht auf sie ein. Sie liest sich kreuz und quer durch die großartige Literatur von Goethe bis Hugo von Hofmannsthal und Thomas Mann. Dabei erstrebt Hilla nicht das leichtfüßige Amüsement ihrer Altersgenossinnen. Für sie bedeutet Freiheit vor allem eine geistige Befreiung aus der Enge ihrer konservativen Erziehung.“ Das ändert sich jedoch schlagartig, als sie eines Nachts auf dem Heimweg von einem Fest der katholischen Landjugend den letzten Bus verpasst, sich in einem Auto mitnehmen lässt und von drei Männern auf einer Waldlichtung vergewaltigt wird. Sie, die bis dahin von allen Seiten ermahnt worden war, auf ihre jungfräuliche Unschuld zu achten und ihr kostbarstes „Kapital“ nicht leichtfertig zu verspielen, wird plötzlich zum sexuellen Opfer, für das eine Welt zusammenbricht. Ähnlich wie der Autorin selbst, die zwar die fatalen Auswirkungen des Gewaltaktes, mit keinem Wort aber die Tat selbst schildert, versagt es Hilla erstmals die Sprache. Bloß nicht über das Verbrechen reden: „Schlimmer als das Geschehene war, dass es ans Licht käme, dass ich es nicht für mich behalten könnte, dass man es mir, und sei dieses 'man' auch nur ein Stück Papier und ein Stift, entlocken könnte.“ Selbst ihrem geliebten jüngeren Bruder Bertram, mit dem sie die Liebe zur lateinischen Sprache teilt und über viele ihrer Sorgen und Nöte spricht, vertraut sie sich nicht an. Zu groß ist ihre Scham, ihre „übergroße Schuld“, die sie sich selbst, „Hilla Selberschuld“, immer wieder zum Vorwurf macht. Sie vertuscht alle Spuren der Gewalttat, versucht verzweifelt, sich im Rhein von der Schande rein zu waschen und wappnet sich gegen den unsäglichen Schmerz, indem sie ihn in sich abtötet und eine undurchdringliche „Kapsel“ entwickelt, die sie von allen Gefühlen abschneidet. Um die Wirklichkeit auszublenden und sich eine neue Welt zu schaffen, „eine Welt der Milde, der Schönheit, der Selbstvergessenheit“, versteckt sie sich hinter einer nur mehr „papierenen Existenz“: Unter ihrem lateinischen Schülernamen beginnt sie ein fiktives Tagebuch, das „Tagebuch der Petra Leonis“, nennt es auf dem Deckblatt „Beati Dies“ (Glückliche Tage) – und dorthinein „warf ich die Last meines wirklichen Lebens ab und übte mich in der Kunst, die Dinge so zu sehen, wie sie nicht sind.“
Immerhin bringt sie nun, auch wenn sie sich innerlich dagegen wehrt, ein gewisses Verständnis für den Vater auf, der sich ja ebenfalls von der Außenwelt abgekapselt und in seine Arbeit verkrochen hat: Auf einem langen Spaziergang zum Rhein, den ersten, den Josef Palm in seinem Leben mit seiner Tochter unternimmt, erzählt er ihr, wie er unter dem Selbstmord seines Vaters gelitten habe und, als er sich damals, genau wie Hilla heute, über Bücher Wissen anzueignen versuchte, von seinem Stiefvater fast zum Krüppel geschlagen worden sei.
Obwohl Hilla bei dieser Gelegenheit von ihrem Vater heimlich 1000 Mark für das Studium in Köln zugesteckt bekommt und ihr der Pastor ein Zimmer im katholischen Studentenheim in Köln vermitteln kann, obwohl sich also die Dinge ganz im Sinne Hillas zu entwickeln scheinen, hat doch die Vergewaltigung ihr Leben zerrissen und in eine Zeit „vor der Lichtung“ und eine Zeit „nach der Lichtung“ geteilt. Nur sehr allmählich gelingt es Hilla, das erlittene Trauma zu verdrängen. Überwinden kann sie es nicht. Schon gar nicht, indem sie sich in ihr Germanistikstudium zu vergraben versucht, zumal sie der elitären Welt des abgehobenen Ordinarien-Universitätsbetriebs mit seiner muffigen Atmosphäre und dem abweisenden Fachchinesisch zunächst ziemlich ratlos und einsam gegenübersteht.

## Rezeption
Pia Reinacher (FAZ) sieht Aufbruch vor allem als Entwicklungsroman und sorgfältig erarbeitete soziale Studie, die es verstehe, die Rolle der deutschen Frau in der Adenauer-Ära und bundesrepublikanischen Wirtschaftswunderzeit anschaulich vor Augen zu führen. Auch wenn sie Hahns gelegentlich überbordende Fabulierlust sanft kritisiert oder bemängelt, dass die Story hin und wieder ins Triviale absacke, hält sie Aufbruch letztlich doch für einen sehr solide komponierten Roman, dem es gelinge, den quälenden Generationenkonflikt der damaligen Zeit für moderne Leser authentisch und nachvollziehbar zu machen: „Aufbruch ist eine Mischung aus Entwicklungsroman, Selbstbefragungsepos, Sozial- und Zeitgeschichte – wobei der leichte Hang zum Schmöker nicht unterschlagen werden soll. Vieles ist etwas geschönt, anderes stilisiert, eine ab und zu allzu wuchernde Erzählfreude trägt die Autorin in einigen Passagen beinahe unkontrolliert voran. Und doch wird eine verblichene Epoche Bild um Bild auf die Erinnerungsleinwand des Lesers geholt. Die genaue Milieuschilderung aber verdankt sich der handwerklichen Qualitäten der Schriftstellerin. Ulla Hahn hat ohne Zweifel ausgiebig recherchiert, eine Menge von ethnologischem, soziologischem und historischem Material zusammengetragen und in bildstarke Szenen übersetzt. […] Nicht verschwiegen sei, dass dieser sechshundertseitige Roman ein paar Kürzungen vertragen hätte. Die Konturen mancher Szenen wären dabei schärfer geworden, einiges geht im dahinplätschernden Romanfluss unter. Ein paar Szenen dieses Bildungs- und Schicksalsromans graben sich im Gedächtnis des Lesers allerdings nachhaltig ein. […] Ulla Hahn zeichnet mit diesen Szenen subtil und energisch die schmerzhaften Versuche der Elterngeneration, sich einem Gespräch über die Vergangenheit zu verweigern, und die hartnäckigen Forderungen der Kinder nach Erinnerung – auch das symptomatisch für die sechziger Jahre – und verschweigt dabei nicht, wie sich Eltern und Kinder dabei gegenseitig hilflos ausgeliefert waren.“
Judith Luig (taz) wirft der Autorin vor, zu sehr an ihrer Autobiographie zu kleben und so ihre eigene Heiligenlegende stricken zu wollen. Die „seltsam unberührte“ Zeitzeugin und Musterschülerin Hilla gewinne kein wirkliches Eigenleben. Auch sei der sprachliche Stil, im Gegensatz zum ersten Teil der Trilogie, oft zu künstlich statt künstlerisch oder aber zu platt, insbesondere dann, wenn es um die amourösen Aspekte der Geschichte gehe.
Susanne Mayer (Die Zeit) bezeichnet Aufbruch als „Bildungswundergeschichte aus Nachkriegsdeutschland“, als bemerkenswerte Aufstiegsgeschichte in eine privilegierte Welt, die immer dort am überzeugendsten sei, wo man die Verbissenheit spüre, die eine solche Entwicklung verlange, und immer dort am blassesten, wo sie als bloße historische Materialsammlung erscheine, die sich ebenso angestrengt wie vergeblich bemühe, zum lebendigen Zeitpanorama zu werden.

## Kleine historische Fehler
Auf Seite 297 wird eine Party im Jahr 1964/65 geschildert, bei der das Lied „Schöne Maid“ gespielt und von den Gästen mitgesungen wird. Das ist zeitlich nicht möglich. Dieses polynesische Volkslied ist erst 1971 durch Tony Marshall so bekannt geworden, dass deutsche Hörer es mitsingen konnten (Hit-Bilanz. Deutsche Chart Singles 1956–1980. Hamburg 1990, S. 136).
Auf Seite 333 wird erwähnt, dass Hilla in ihrem Tagebuch von „Jumbojets“ fantasiert. Aber das erste als Jumbojet bezeichnete Flugzeug Boeing 747 kam erst am 9. Februar 1969 auf den Markt.

## Ausgaben
- Aufbruch. Hardcover, 5. Auflage, DVA, München 2009, ISBN 978-3-421-04263-7
- Aufbruch. E-Book, DVA, München 2010, ISBN 978-3-641-02998-2
- Aufbruch. Taschenbuch, dtv, München 2011, ISBN 978-3-423-13993-9

## Tonträger
- Aufbruch. Hörbuch/Audio-Datei (Download), gekürzte Lesung, gelesen von Gudrun Landgrebe, Random House Audio, 2009, ISBN 978-3-8371-7523-3

## Verfilmung
- Aufbruch, Fernsehfilm in der Regie von Hermine Huntgeburth, WDR 2016[9]